# Ожибоково
Ожибо́ково — деревня в Зубцовском районе Тверской области.
Входит в состав Зубцовского сельского поселения. До 2006 года входила в состав Зуевского сельского округа.
Пригородная деревня, расположена на Волге, к северу от города Зубцов. Главная улица является продолжением городской улицы Пугачёва. В деревне единственный в районе автодорожный мост через Волгу (Зубцовский мост, построен в 1987 году) и пересекающая деревню автодорога к нему (шоссе Зубцов—Орехово).
Население по переписи 2002 года — 103 человек, 50 мужчин, 53 женщины.

## История
По данным 1859 года казенная деревня Ажибоково имела 153 жителя при 22 дворах.
В 1888 году деревня Ажибоково входила в состав Белогуровской волости Зубцовского уезда, 26 дворов, 175 жителей.
В 1997 году — 73 хозяйства, 213 жителей. Отделение колхоза «Дружба», гравийный карьер.